# Inmigración española en Canadá
La inmigración española en Canadá es el desplazamiento de ciudadanos españoles hacia Canadá.

## Historia
Los primeros españoles que pisaron el territorio ahora conocido como Canadá, llegaron en 1791, en el suroeste de la moderna Columbia Británica. Reclamaron la tierra de esta zona hasta que el imperio español cedió el territorio a los británicos en 1818.
Las poblaciones españolas modernas en las provincias de Ontario y Quebec no aparecieron hasta finales del siglo XX.

## Población
En 2006, la población de hispanos canadienses era de 325,730 habitantes, principalmente concentrada en Vancouver, Toronto y Montreal. Se cuentan todos los que se declararon como hispanos en el censo; como por ejemplo los iberoamericanos. Por lo cual, la cifra de españoles no se puede saber con exactitud, y es mucho menor a la de hispanos en total.
La población española en Nueva Escocia ha visto un incremento en tamaño y popularidad a lo largo de los últimos años en esta provincia. Atlantic Flamenco, una organización sin ánimo de lucro para promocionar el flamenco en las provincias atlánticas, se encuentra en Halifax y fue fundada por la bailadora de flamenco y Ballet María Osende. Esta organización celebra en eventos de forma regular como la “Feria de Abril de Halifax” (Halifax April’s fair en Inglés).